# Universitat de Geòrgia
La Universitat de Geòrgia és la institució d'ensenyament superior més gran de l'estat nord-americà de Geòrgia. Localitzada a la ciutat d'Athens a l'estat de Geòrgia, aproximadament 70 milles (112 km) al nord-est d'Atlanta, va ser la primera universitat comissionada com pública estatal en els Estats Units i és considerada com una "public Ivy".
El 2005 la revista US News & World Report la va catalogar com la número 19 a la llista de les 50 millors universitats públiques per sisè any consecutiu (referència oberta). La universitat de Geòrgia també aquesta catalogada com la número 58 en el total general d'universitats públiques i privades als Estats Units. Fins Novembre del 2007 és la universitat més gran del sistema universitari de Geòrgia amb al voltant de 32.510 (2007) estudiants.

## Història
La universitat de Geòrgia va ser fundada el 27 gener 1785, per l'Assemblea General de l'estat de Geòrgia, la qual li havia donat als seus custodis, l'anomenat Senatus Academicus de la universitat de Geòrgia, 40,000 acres (160 km²) amb el propòsit de fundar un "col·legi o seminari d'aprenentatge." El Senatus Academicus estava compost per la junta de visitants i la junta de custodis incloent al senat de Geòrgia, qui governava a ambdues juntes.
Porcions de la terra proporcionada per al seu funcionament van ser venudes per recol·lectar 7463,75 dòlars el 1798, i 2 de juliol de 1799, el Senatus Academicus es va reunir a Louisville, Geòrgia on va decidir oficialment començar la tasca de la universitat.
La primera reunió de la junta de custodis va tenir lloc a Augusta el dia 13 de febrer de 1786. En aquesta reunió es va triar com el primer president de la universitat el senyor, Abraham Baldwin, provinent de l'estat Nord-americà de Connecticut i graduat de la Universitat Yale. En aquesta reunió també es van adjudicar els 633 acres (2.6 km²) en els vessants del riu Oconee sobre els quals la universitat va ser construïda.
Les primeres classes van tenir lloc el 1801, al Franklin College of Arts and Sciences, nomenat en honor de Benjamin Franklin; sota la direcció del president Josiah Meigs; La universitat va graduar la primera promoció al maig 31 de 1804.

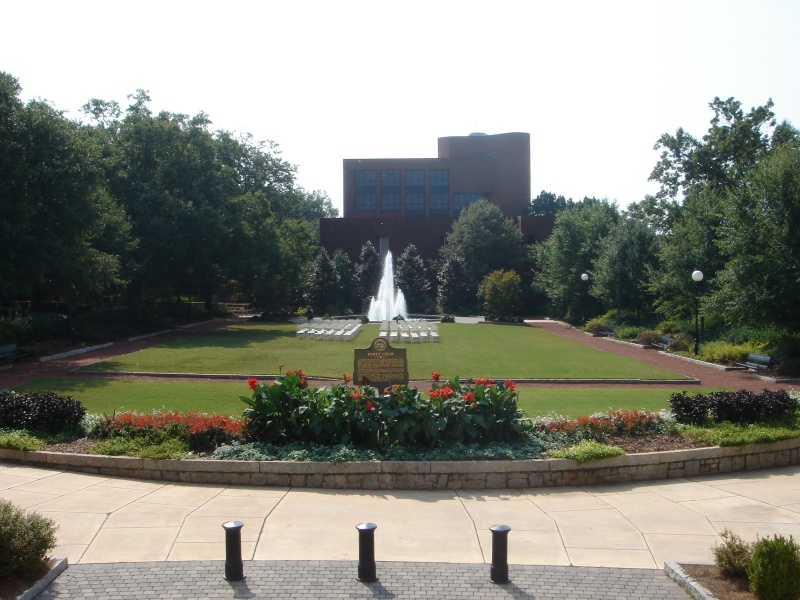
Herty Field, al centre del North Campus, va ser el primer camp local de futbol Americà de la universitat.

## Organització i facultats
La universitat compta amb 14 Colleges i Escoles:
- Franklin College of Arts and Sciences - des de 1801
- College of Agricultural and Environmental Sciences - des de 1859
- School of Law - des de 1859
- College of Pharmacy - des de 1903
- D.B. Warnell School of Forest Resources - des de 1906
- College of Education - des de 1908
- Graduate School - des de 1910
- C. Herman and Mary Virginia Terry College of Business - des de 1912
- Henry W. Grady College of Journalism and Mass Communication - des de 1915
- College of Family and Consumer Sciences - des de 1933
- College of Veterinary Medicine - des de 1946
- School of Social Work - des de 1964
- College of Environment and Design-des de 1969
- School of Public and International Affairs - des de 2001